# Опарін Григорій Олексійович
Григорій Олексійович Опарін (рос. Григорий Алексеевич Опарин; нар. 1 липня 1997, Мюнхен) — російський шахіст, гросмейстер від 2013 року.
Його рейтинг на березень 2020 року — 2652 (98-ме місце у світі, 24-те в Росії).

## Шахова кар'єра
2007 року Опарін отримав звання ФІДЕ кандидат у майстри спорту, після того, як посів 2-ге місце, поступившись Кирилові Алексєєнку, на чемпіонаті Європи серед юнаків до 10 років. Звання міжнародного майстра йому присудили 2011 року.
У травні 2012 року фінішував третім, позаду Владислава Артем'єва і Володимира Бєлоуса, на турнірі Молоді зірки світу в Кирішах. У липні 2013 року Опарін грав за російську збірну, яка здобула срібні медалі на шаховій олімпіаді до 16 років у Чунціні (Китай). На тому змаганні він також виграв золоту медаль в особистому заліку за найкращий результат на 2-й шахівниці. У вересні виграв відкритий турнір у Трієсті. Тією перемогою він виконав третю і останню гросмейстерську норму, перші дві виконав на Меморіалі Чигоріна 2011 і Masters Open шахового фестивалю Гібралтар 2013.
У березні 2014 року Опарін набрав 7½/11 очок на чемпіонаті Європи, з якого перші 23 учасники кваліфікувались на Кубок світу ФІДЕ. Але, поділивши 10-24-те місце, за додатковими показниками від фінішував 24-м. Наступного місяця він виграв чемпіонат Росії серед юніорів. Через два роки виграв Російську вищу лігу, кваліфікаційне змагання у Суперфінал чемпіонату Росії. Там він набрав 5½/11 очок. У грудні 2016 року Опарін взяв участь у Матчі поколін Nutcracker у Москві. Це був матч між командами «царі» (Борис Гельфанд, Олександр Морозевич, Олексій Широв і Олексій Дреев) і «принци» (Володимир Федосєєв, Даніїл Дубов, Владислав Артем'єв і Опарін), що проходив за схевенінгенською системою. Опарін і Широв були найкращими гравцями, набравши по 10 очок, і зіграли дві гри плей-оф. Опарін виграв 1½-½ і кваліфікувався на турнір Цюрих зі швидких шахів.

## Зміни рейтингу
| На цьому місці має відображатися графік чи діаграма, однак з технічних причин його відображення наразі вимкнено. Будь ласка, не видаляйте код, який викликає це повідомлення. Розробники вже працюють для того, щоби відновити штатне функціонування цього графіка або діаграми. | |
| | На цьому місці має відображатися графік чи діаграма, однак з технічних причин його відображення наразі вимкнено. Будь ласка, не видаляйте код, який викликає це повідомлення. Розробники вже працюють для того, щоби відновити штатне функціонування цього графіка або діаграми. |